# Lorraine (schip, 1916)

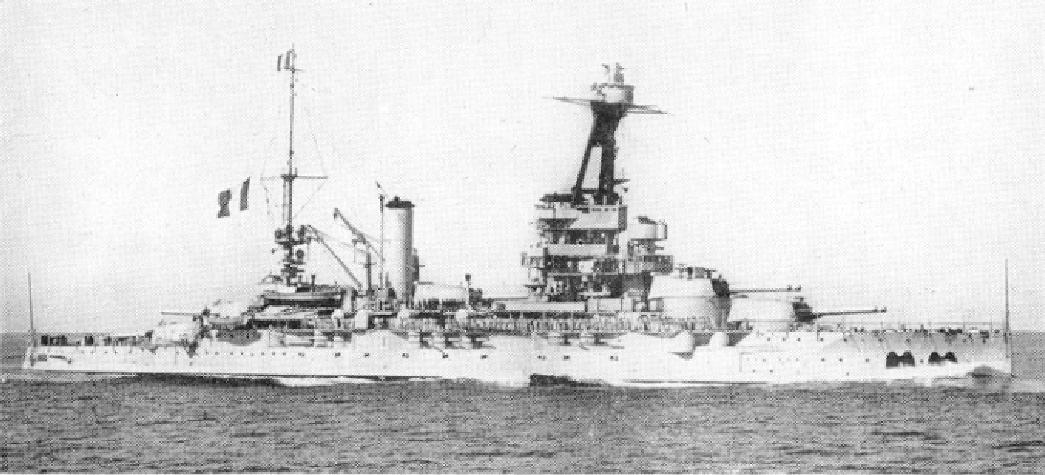
De Provence, zusterschip van de Lorraine

De Lorraine is een voormalig slagschip van de Bretagneklasse van de Franse marine. De Lorraine werd gebouwd door Ateliers & Chantiers de la Loire in Saint-Nazaire. Het schip werd op 30 september 1913 te water gelaten en op 27 juli 1916 in dienst genomen.

## Geschiedenis
De Lorraine diende samen met haar zusterschepen de Bretagne en de Provence tijdens beide wereldoorlogen in het Middellandse Zeegebied. Tijdens de Eerste Wereldoorlog was het schip niet betrokken bij gevechtshandelingen.
De Lorraine werd tussen 1921/1922 en 1926/1927 gerepareerd en tussen 1934 en 1936 werd het schip twee keer gemoderniseerd.
In november 1939 bracht de Lorraine de Franse goudreserves naar Bermuda. Daarna vertrok ze naar het oostelijk Middellands Zeegebied waar ze betrokken was bij de bombardementen op de Libische stad Bardia.
Na de Franse capitulatie werd door de Britse Royal Navy Operatie Catapult uitgevoerd. In Alexandrië werd tussen de Britse admiraal Andrew Cunningham en de Franse admiraal René-Émile Godfroy, bevelhebber van de Franse Force H, een akkoord gesloten dat een gewapend treffen voorkwam en waarbij de Lorraine en andere Franse schepen door de Britten ontwapend en geïnterneerd werden.
De Franse oorlogsschepen in Alexandrië voegden zich op 31 mei 1943, zes maanden nadat de Franse troepen in Afrika zich bij de geallieerden hadden aangesloten, bij de geallieerde vloot. In 1944 voerde de Lorraine kustbombardementen in Zuid-Frankrijk uit als voorbode voor Operatie Dragoon. Daarna was het schip voor de rest van de oorlog betrokken bij verschillende bombardementen op Duitse forten langs de Middellandse Zee en de Atlantische Oceaan.
Na de oorlog werd de Lorraine veranderd in een opleidingsschip van de Franse marine en diende laten nog als legeringsschip. Het schip werd op 17 februari 1953 definitief uit dienst genomen en uiteindelijk in 1954 gesloopt.